# Біляєва Світлана Олександрівна
Біляєва Світлана Олександрівна (*28 березня 1946 року, м. Дзауджікау Північна Осетія), український археолог, доктор історичних наук, провідний науковий співробітник Інституту археології НАН України. Фахівець в галузі дослідження давньоруської та середньовічної археології, відносин України, Золотої Орди та Османської імперії.

## Біографія
Закінчила історичний факультет Воронезького університету в 1969 році. В Інституті археології УРСР працювала на посаді молодшого наукового співробітника (1969—1981),
1978 р. захистила кандидатську дисертацію "рос. Южнорусские земли во второй половине ХІІІ-XIV вв (по материалам археологических исследований).
З 1981 по 1987 року виконувала обов'язки ученого секретаря Інституту археології. З 1987 по 1996 р. завідувач сектору джерелознавства, надалі старший науковий співробітник.
2012 р. захистила докторську дисертацію «Взаємовідносини східнослов'янського і тюрського світів у ХІІІ-XVIII ст. (за матеріалами археологічних досліджень в Україні)». З 2013 року провідний науковий співробітник відділу давньоруської та середьовічної археології.

## Польові дослідження
Брала участь у Слов'яно-Дністровській експедиції (1970), Дніпро-Донбас (1970—1973). Проводила розвідки в Черкаській і Київській областях (1978, 1979). Керувала розкопками середньовічного поселення Озаричі (1971—1973, 1975), історичного центру м. Очаків (1990—1995). Очолювала Міжнародну південну експедицію з дослідження пам'яток середньовіччя та нового часу в Очакові, Білгороді-Дністровському, на Кінбірнській косі (1996—2010); начальник Південної Середньовічної експедиції ІА НАН України, у 2016—2020 рр.- розкопки городища та фортеці Тягинь Бериславського району Херсонської обл.

## Наукові праці
С. О. Біляєва, автор 319 наукових праць, зокрема 20 монографій, розділів у виданнях:
- Южнорусские земли во второй половине ХІІІ—XIV в. (По материалам археологических исследований)
- Археология Украинской ССР, т. 3 (К., 1986);
- Давня історія України, т. 3 (К., 2000);
- Село Південної Русі Х—ХІІІ ст. (К., 2003).
- Слов'янські та тюркські світи в Україні (2012, 2016).
- На розі двох світів. Історична спадщина України та Литви на території Херсонської області (2018)

## Громадська діяльність
Член Міжнародної Ради з питань пам'яток і видатних місць (ICOMOS); Британського інституту в Анкарі Британської академії наук (BIA); Міжнародної асоціації істориків ісламського мистецтва; Українського товариства охорони пам'яток історії та культури; голова правління історико-культурної асоціації «Україна-Туреччина».